# Dumitrești
Dumitreşti é uma comuna romena localizada no distrito de Vrancea, na região de Moldávia. A comuna possui uma área de 85.00 km² e sua população era de 5048 habitantes segundo o censo de 2007.